# Foers Nomad
Foers Nomad − plażowo-terenowy samochód osobowy produkowany przez brytyjską firmę Foers.

## Historia
Pierwszym wozem Foers był pojazd rekreacyjny o nazwie Nomad z napędem na przednią oś. Firma montowała aluminiową karoserię-składak na podwoziu Mini. Wyposażono go w silnik R4 produkcji Leyland 998 cm³ (40 KM przy 5200 obr./min.) z czterostopniową skrzynią biegów. Pojazd czteroosobowy miał rozstaw osi 2040 mm, i prześwit wynoszący 150 mm. 
Przed 1989 rokiem wyprodukowano około 200 wozów Nomad która później zostały zastąpione przez 3-drzwiowe czteroosobowe kombi.